# 506 Marion
506 Marion eller 1903 LN är en stor asteroid i huvudbältet, som upptäcktes den 17 februari 1903 av den amerikanske astronomen Raymond Smith Dugan vid observatoriet i Heidelberg. Den är uppkallad efter Marion Orcutt, släkting till upptäckaren.
Asteroiden har en diameter på ungefär 105 kilometer.